# Erysimum handel-mazzettii
Erysimum handel-mazzettii är en korsblommig växtart som beskrevs av Adolf Polatschek. Erysimum handel-mazzettii ingår i släktet kårlar, och familjen korsblommiga växter. Inga underarter finns listade i Catalogue of Life.